# Mara Betschart
 Mara Betschart (Cham, 19 de agosto de 2000) é uma jogadora de vôlei de praia suíça.

## Carreira
Em 2019 disputou a edição do Campeonato Mundial Sub-21 em Udon Thani  ao lado de Esmée Böbner e finalizaram em quinto lugar.Em 2020 juntas conquistaram a medalha de bronze no Campeonato Europeu Sub-22 em Esmirna.